# Sheep
«Sheep» (с англ. — «Овцы») — музыкальная композиция группы Pink Floyd из альбома 1977 года Animals. Представлена вторым по счёту треком на второй стороне LP.
Автор музыки и лирики «Sheep» — Роджер Уотерс, он же — исполнитель вокальной партии.
Основой «Sheep» стала композиция «Raving and Drooling», включавшаяся в концертную программу Pink Floyd с 1974 года — ранее в официальных альбомах или сборниках группы эта композиция не издавалась. В 1976 году «Raving and Drooling» была существенно переработана и записана в альбоме Animals под новым названием.
Ведущей партией в композиции является партия бас-гитары, которую во время записи «Sheep» исполнил Дэвид Гилмор.
«Sheep» открывала концерты турне 1977 года In the Flesh Tour. Представлена на сборниках лучших композиций группы Pink Floyd.

## О композиции
История создания «Sheep» начинается с 1974 года, когда Pink Floyd записали три новых композиции «Shine On You Crazy Diamond», «Raving and Drooling» и «Gotta Be Crazy» и включили их в свою гастрольную программу. В период работы над новым альбомом в начале 1975 года Дэвид Гилмор предлагал включить в него все три новые композиции, но в итоге в альбом Wish You Were Here по решению Уотерса вошла только «Shine On You Crazy Diamond». Композиции «Raving and Drolling» и «Gotta Be Crazy» были оставлены на будущее, их ранние версии были переработаны во время сессий звукозаписи на принадлежащей Pink Floyd студии Britannia Row в апреле, мае и июле 1976 года в ходе записи альбома Animals и в соответствие с концепцией нового альбома переименованы в «Sheep» и «Dogs».
В трёх главных музыкальных пьесах Animals Уотерс подразделяет людей на три категории, которые метафорически олицетворяют три вида животных: собак, свиней и овец. Каждая композиция была посвящена одному из этих видов и получила соответствующее название. Овцы, по мнению Уотерса, ведомые и эксплуатируемые собаками и свиньями, представляют собой безгласное глупое стадо, лояльное к существующему строю. Кульминацией композиции «Sheep» и всего альбома Animals стало восстание овец, которые вдруг очнулись от оцепенения, увидели обман и решились на месть.
В композицию был включён изменённый Уотерсом 23-й псалом, в котором Господь представлен пастырем своих овец:

Господь, мой пастырь…С помощью сверкающих ножей Он освобождает мою душу…
Оригинальный текст (англ.)The Lord is my shepherd…With bright knives He releaseth my soul…

Во время ранних концертных исполнений псалом зачитывал голосом, пропущенным через Vocoder, Ник Мейсон, в записи альбома звучит голос одного из технических работников Pink Floyd, имя которого осталось неизвестным.

## Исполнение на концертах
Впервые Pink Floyd стали исполнять «Sheep» (под названием «Raving and Drolling») на концертах 1974 года (композиция исполнялась в начале концерта перед песнями из альбома The Dark Side of the Moon). Концертное исполнение «Sheep» того времени (наряду с «Shine On You Crazy Diamond» и «Gotta Be Crazy») представлено на одном из самых известных бутлегов Pink Floyd — British Winter Tour 74.
После выхода альбома Animals композиция «Sheep» исполнялась во время концертного турне In the Flesh Tour в первой половине 1977 года. Порядок композиций записанных в альбоме Animals и исполняемых в турне имел некоторые отличия — Pink Floyd играли «Sheep» первым номером перед «Pigs on the Wing», «Dogs» и «Pigs (Three Different Ones)». Басовое вступление «Sheep» на концертах исполнял приглашённый гитарист, который принимал участие и в записи Animals — Сноуи Уайт (Snowy White). В концертных шоу In the Flesh Tour использовались образы, связанные с животными из композиций альбома Animals — помимо широко известной летающей свиньи концерты сопровождали также фейерверки, при детонации которых вылетали и медленно спускались вниз парашюты в форме овец.
Pink Floyd планировали включить «Sheep» в гастрольный тур 1987 года, но отказались от этой идеи — в последний момент Дэвид Гилмор решил, что не сможет исполнить вокальную партию Роджера Уотерса.

## Сборники и концертные записи
Композиция «Sheep» включена в сборники лучшей музыки Pink Floyd — A Collection of Great Dance Songs 1981 года и Echoes: The Best of Pink Floyd 2001 года.
Альбом Animals с улучшенным качеством звука, включающий в числе прочих композиций «Sheep», выпущен в составе бокс-сетов — Shine On в 1992 году и Oh, by the Way в 2007 году.
Концертная версия, записанная во время турне 1977 года In The Flesh, выпущена в неофициальном издании In The Flesh / Europe Tour 1977. Транс-версия композиции «Sheep» записана в альбоме Animals. Limited Edition Trance Remix.
Кавер-версия на композицию «Sheep» записана группой Blue Floyd в альбоме 2008 года Begins.

## Участники записи
- Роджер Уотерс — основной вокал, ритм-гитара, магитофонные и электронные эффекты, вокодер
- Дэвид Гилмор — соло-гитара, бас-гитара, ARP Quadra, эхо (переходящее из «Dogs»)
- Ричард Райт — Родес-пиано, Орган Хаммонда, ARP String Synthesizer, Минимуг
- Ник Мейсон — ударные, магнитофонные эффекты